# Сутулов, Григорий Алексеевич
Григорий Алексеевич Сутулов (1918—1990) — старшина Рабоче-крестьянской Красной Армии, участник Великой Отечественной войны, Герой Советского Союза (1945).

## Биография
Родился 24 декабря 1918 года на хуторе Жирковский (ныне — Клетский район Волгоградской области) в семье крестьянина. Окончил начальную школу, после чего проживал и работал в городе Серафимович. В июле 1941 года был призван на службу в Рабоче-крестьянскую Красную Армию, с того же месяца на фронтах Великой Отечественной войны. Сражался на различных фронтах, том числе Сталинградском, Центральном, 1-м Украинском. Дважды ранен.
К январю 1945 года старший сержант Г. А. Сутулов командовал отделением взвода пешей разведки 538-го стрелкового полка 120-й стрелковой дивизии 21-й армии 1-го Украинского фронта. Отличился во время освобождения Польши. 23 января 1945 года отделение Сутулова переправилось через Одер в районе населённого пункта Грошовиц (ныне — в черте Ополе) и приняло активное участие в боях за захват и удержание плацдарма. Во время боев проник с группой в тыл врага, лично уничтожил до 15 вражескиъ солдат и офицеров, захватил пленного и доставил командованию ценные сведения о противнике, что позволило полку успешно выполнить боевую задачу.
Указом Президиума Верховного Совета СССР от 10 апреля 1945 года старший сержант Григорий Сутулов был удостоен звания Героя Советского Союза с вручением ордена Ленина и медали «Золотая Звезда».
После окончания войны в звании старшины был демобилизован. Проживал и работал в Серафимовиче. Работал председателем колхоза, председателем сельсовета, заведующим мельницей, в дорожном отделе горисполкома. Скончался 9 сентября 1990 года.
Был также награждён орденом Отечественной войны 1-й степени и двумя орденами Красной Звезды, рядом медалей.